# درخشان (فیلم)
درخشان (انگلیسی: Bright) فیلمی در ژانر فانتزی، اکشن و جنایی به نویسندگی مکس لندیس و کارگردانی دیوید آیر است که از سوی نتفلیکس در ۲۲ دسامبر ۲۰۱۷ منتشر شد.

## بازیگران
- ویل اسمیت
- جوئل اجرتون
- نومی راپاس
- لوسی فرای
- ادگار رامیرز
- کنت چوی
- آیک بارینهولتز
- برد ویلیام هنکه
- داون اولیویری
- الکس مراز
- مت آلفردا
- انریکه مورچیانو
- جی هرناندس
- هپی اندرسن
- آندره‌آ ناودو

## داستان
در یک شهر خیالی سه گروه اجنه،پری ها و انسانها به دنبال بدست آوردن یک چوب جادویی هستند. تنها جن پلیس این کشور با کمک همکارش مانع از برتری یافتن یک پری شیطان صفت می شوند.

## قسمت دوم
باتوجه به استقبال خوب بینندگان از فیلم درخشان نت‌فلیکس اعلام کرد که دنباله فیلم در دست ساخت است دیوید آیر کارگردان قسمت نخست در قسمت دوم فیلم به عنوان کارگردان حضور خواهد داشت، مکس لندیس فیلم نامه‌نویس قسمت اول در دنباله فیلم حضور نخواهد داشت و نگارش فیلم‌نامه بر عهدهٔ اسپیلیو توپولوس خواهد بود. تاریخ دقیقی هنوز از پخش فیلم در دسترس نیست.